# Némethné Jankovics Györgyi
Némethné Jankovics Györgyi (jelenleg nyugdíjasként) a győri Rejuniva Kft. szakmai vezetője 2022 óta. A Kft. fő tevékenysége az 50+-os generáció nyugdíjazás előtti, illetve utáni élethelyzetéből adódó problémái megoldásának segítése, egyfajta coach tevékenység. 
Szolgáltatási palettájának fókuszában az életmód/ életminőség változásának, a testi/ fittségi/ erőnléti állapota javításának, továbbá a munka világába való visszatérésének, második karrier építésének támogatása áll. Ennek a tevékenységnek a szakmai irányítása a feladata, melyet elsősorban a több mint 20 éves (idősügyben szerzett) munka tapasztalata alapozza meg.
Szabadidejében a győri Akkordeon Tánczenekarban harmonikázik.

## Végzettség
Némethné Jankovics Györgyi alapvégzettségét tekintve általános iskolai tanító, népművelő, ének- zene szakos tanár, történelem szakos tanár, és marketing és reklám menedzser. Aktív korának első 30 évét (1980-tól) a győri Xántus János Múzeumban dolgozta le, ahol közönségkapcsolati munkatárs, majd marketing munkatársként dolgozott. Itt kezdett el foglalkozni először az idősek közösségeivel, melyhez nagyban hozzájárult édesapja országos nyugdíjas vezetői tevékenysége.

## Alapítások
Megalapította a Szenior 2003 Kft-t, amely gazdasági társaság az időseknek nyújtott szolgáltatásokkal foglalkozott (rendezvény szervezés, könyv- és újság kiadás, üdültetés, képzés stb.) 2003-ban alapította meg a Generációnk nyugdíjas havilapot, amelyet kezdetektől fogva főszerkesztőként (korábban ügyvezetőként, kiadó vezetőként is) gondozott 2024-ig.

## NYOSZ
2010-ben a Nyugdíjasok Országos Szövetsége elnökévé választotta, mely tisztséget 14 éven át, négy ciklusban látta el. Ez az egyesület 1988 óta folyamatosan szolgálja a nyugdíjasok életminőségének javítását. Céljuk az idősek testi, lelki és szellemi jólétének szolgálata. Az Egyesület közhasznú nonprofit civil szervezet, ami azt jelenti, hogy számos közfeladatot lát el. Elsősorban 100.000 fős tagsága körében, közvetve a közel 2 milliós generáció szolgálatában tevékenykedik.
Ezek alatt az évek alatt számos innovatív idősügyi kezdeményezést valósított meg. Pl. elsők között hozott létre Magyarországon közhasznú nyugdíjas szövetkezetet. Tagja volt a KÖZÉSZ (Közhasznú Nyugdíjas Szövetkezetek Érdekvédelmi Szövetsége) vezetésének. 2010 óta képviseli Magyarországot (8 éve alelnökként) az Európai Parlament mellett működő Európai Idősügyi Szervezetben (ESO – European Senior Organisation).

## Írói tevékenység
Szívügye a könyvkiadás, a teljesség igénye nélkül: több évtizeden át szervezte a nyugdíjasok irodalmi aktivitását, pályázatokkal, antológiák kiadásával, 2013-ban a nyugdíjas szövetség 25 éves történetét feldolgozó kötetet szerkesztett nyomda alá. Irodalmai:
- Szívvel és derűvel – Válogatás a Generációnk magazinban megjelent írásokból. URBIS, 215. o. (2017)[7][8]
- Jankovics Györgyi. Amikor az ősz szívembe festi színeit – Válogatás a Generációnk magazinban megjelent írásokból, 250. o. (2024)

## Oktatói tevékenység
Szakmai munkásságának jelentős állomásai voltak: a Zsigmond király Főiskolán, majd utód intézményeiben 2010-től 4 éven át tartó oktatói tevékenysége, melynek keretében a geronto-andragógus képzésben vett részt.
Továbbá a Fitness Akadémia sportmenedzser képzésének keretében 4 éven át sportmarketinget oktatott OKJ-s képzésben.
2024-től a Széchenyi Egyetem Apáczai Karán fejlesztett új tantárgyat – Aktív korosodás módszertana – oktatja.

## Publikációk

### Muzeológia és marketing
- Némethné Jankovits Györgyi: „Távoli üzenetek” – A győri Xántus János Múzeumban végzett látogatói hatásvizsgálat tapasztalatai in Arrabona - Múzeumi közlemények 37/1-2. (Győr, 1999) Múzeumszociológia  (407. oldal)
- Némethné Jankovics Györgyi: Micsoda éjszaka volt! - avagy mi a titka a Múzeumok Éjszakája 2006-os sikerének?  in Arrabona – Múzeumi közlemények 45/1. (Győr, 2007) Muzeológia – Közművelődés (433. oldal)
- N. Jankovits Györgyi: Múzeum és marketing. Graffiti Bt., (Győr, 2001) 102 p.
- N. Jankovits Györgyi: Sportmarketing. Tantárgyi jegyzet. Fitness Akadémia, Fitness Kft, Budapest, 2002. 82 p.

### Idősügy
- Némethné Jankovics Györgyi (szerk.) Aktivitás – mozgás – sport a harmadik életszakaszban. Szenior könyvek, Szenior 2003 Kft (Győr, 2005) 114 p.[10]
- Némethné Jankovics Györgyi: Csak neked legyen jó! Publikálva: Népszava 2022.08.08.[11]
- Némethné Jankovics Györgyi: Ünneprontás az ünnepnapon. Publikálva: Népszava 2020.10.01.[12]
- Némethné Jankovics Györgyi: Az édes napsugárból nekünk is jár. Publikálva: Népszava 2017. 04.22.[13]

### Szerkesztői munkák
- Kárpáti Sándor: Ezüsthajú nemzedék – Az időskor életvilága. Szenior könyvek, Szenior 2003 Kft, Győr, 2004. 232 p.
- Katona Viktória: Érezzük jól magunkat időskorban. Szenior könyvek, Szenior 2003 Kft, Győr, 2004. 108 p.
- Múltidéző – Emlékképek a Nyugdíjasok Országos Szövetsége 25 éves történetéből. Magyar Nyugdíjasok Egyesületeinek Országos Szövetsége, Győr, 2013. 312 p.
- Nyugdíjasok irodalmi antológiája. Válogatás a Magyar Nyugdíjasok Egyesületeinek Országos Szövetsége évente megrendezett irodalmi pályázatának díjnyertes írásaiból. 1998-2023 között 25 alkalommal, évente.